# 江苏宗教
江苏省佛教、道教、伊斯兰教、天主教和基督新教五大宗教齐全。全省有信教群众570多万人,各类宗教教职人员9千多人,有5名宗教人士担任全国宗教团体的负责人。

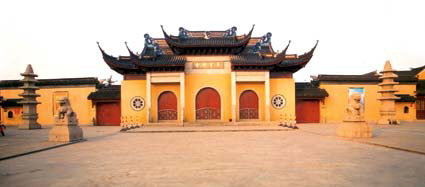
常州天宁禅寺

## 道教
- 连云港云台山
- 苏州玄妙观
- 鎮江華陽觀
- 句容茅山道院
- 无锡太湖仙岛

## 佛教
- 南京栖霞寺，灵谷寺，鸡鸣寺
- 徐州兴化禅寺
- 连云港花果山海宁寺

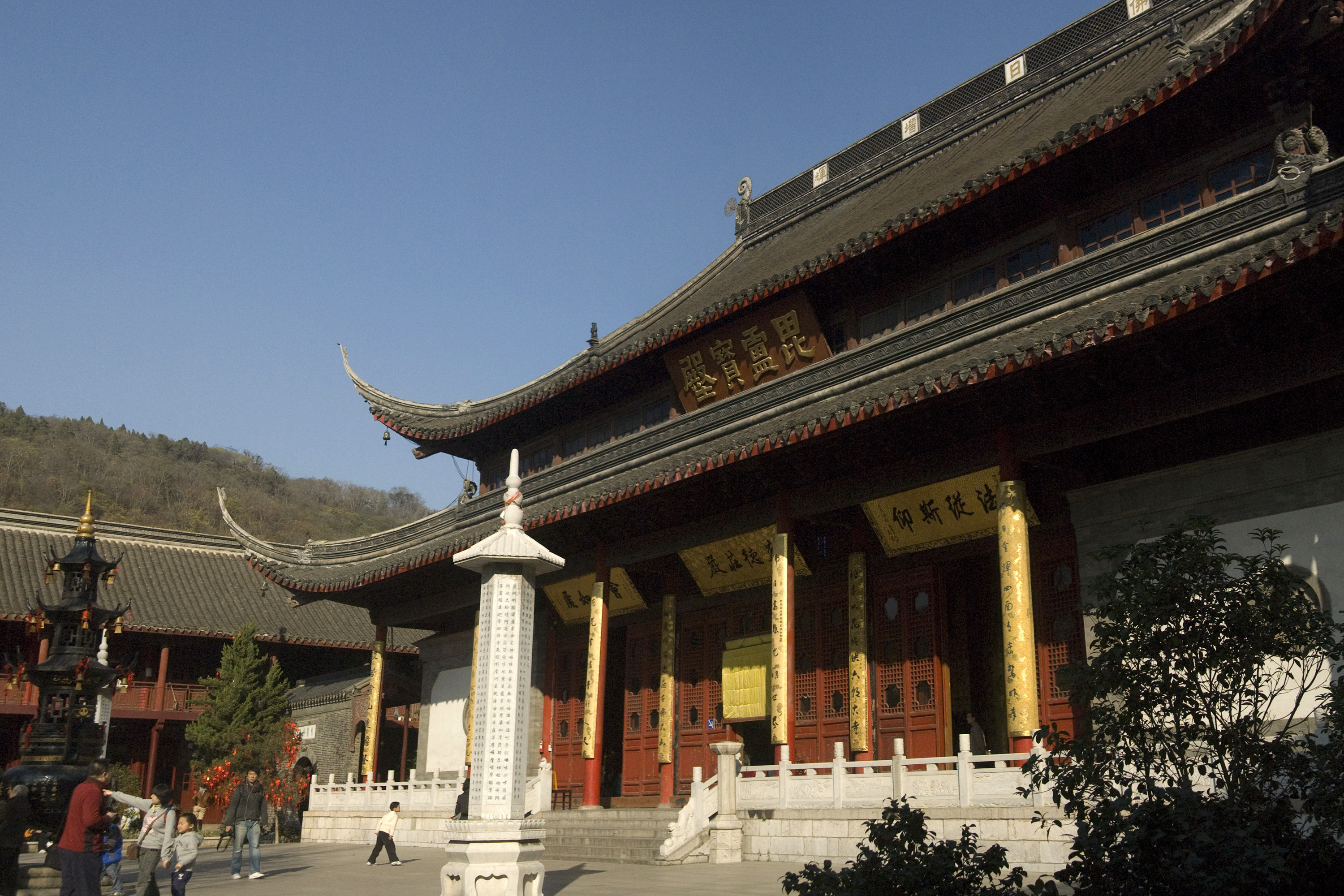
南京栖霞寺

- 无锡灵山祥符寺，惠山寺，南禅寺，开原寺，横山寺
- 苏州灵岩山寺，寒山寺，西园戒幢律寺
- 如皋定慧寺，法华寺
- 镇江金山江天寺，焦山定慧寺
- 常州天宁寺
- 常熟虞山兴福寺
- 南通广教寺
- 淮安慈云寺、闻思寺、能仁寺
- 扬州大明寺，高旻寺，准提寺
- 盐城永宁寺
- 句容隆昌寺
- 泰州光孝律寺，净因寺

## 基督新教

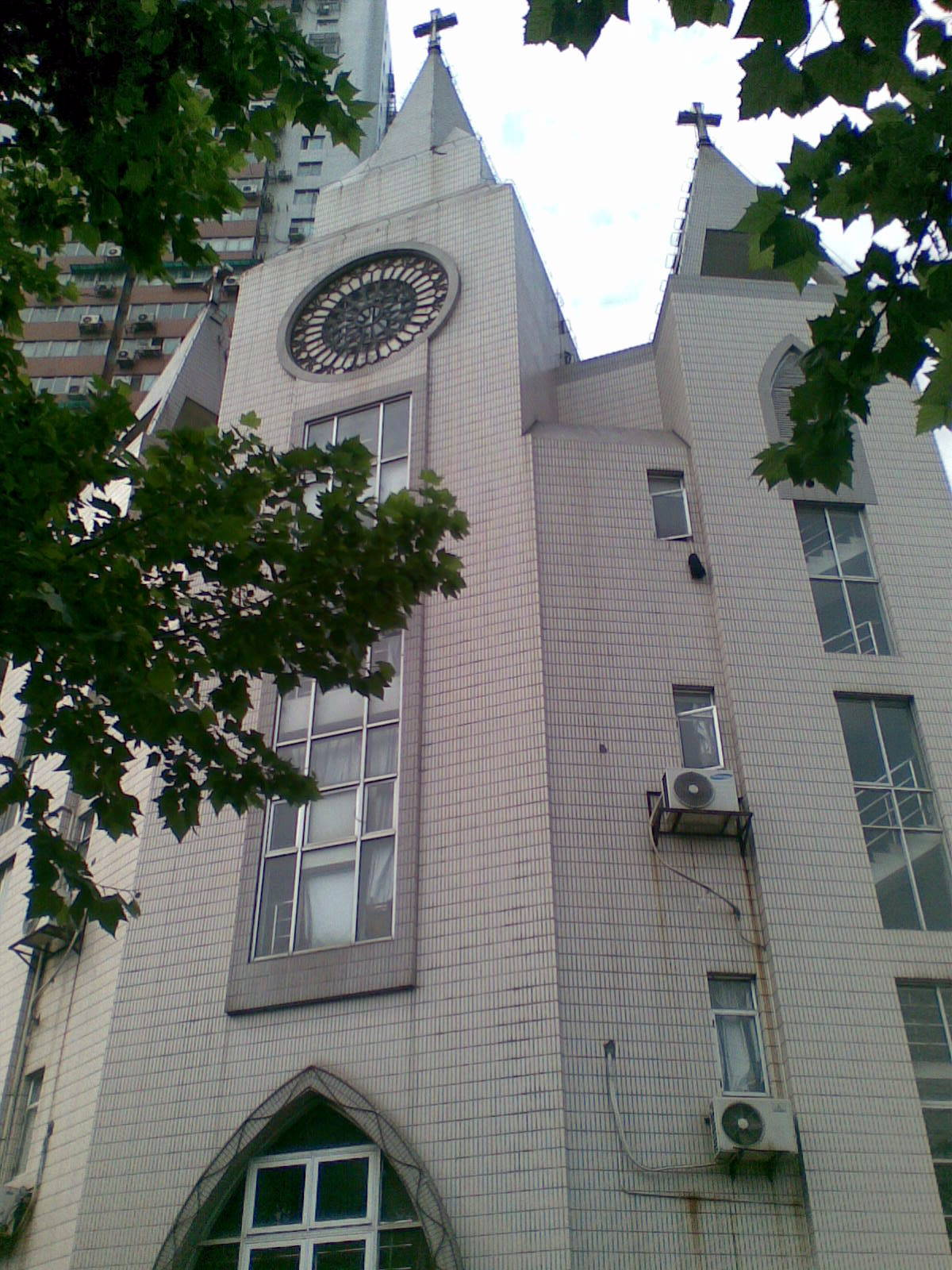
南京江苏路基督教堂

基督新教在江苏的发展最早开始于19世纪中叶的清朝后期，来自英美的传教士于1843年在通商口岸上海立足后，美北长老会、内地会、监理会、美南浸信会、美南长老会、美以美会、基督会、贵格会等教派，于1860年代至1880年代逐渐进入苏州、扬州、镇江、南京、清江浦五座城市，自1890年以后又逐渐扩展到全省，先后有30个基督教派在江苏活动。到20世纪中，基督新教在江苏经历了较大的发展，发展到拥有5万信徒。现在基督新教在江苏逐渐恢复发展，基督徒也逐渐成长。2015年底，全省共有信徒约240万人。，大部分集中分布于北部宿迁、淮安、盐城、徐州、连云港5市。在江苏北部，仅原真耶稣教会的信徒就有20万人。
现有金陵协和神学院和江苏神学院两所宗教院校，江苏神学院设有泗洪校区和苏州办学点。南京的金陵协和神学院是中国基督教新教唯一的全国性学府。
在一些城市里保留了一部分过去传教士所建的老教堂，如南京的圣保罗堂、汉中堂和苏州的圣约翰堂、乐群社会堂、思杜堂、大西路福音堂（原属卫理公会）。近年来，江苏南北各地又新建了一批大型教堂。
南京爱德印刷公司是世界最大的《圣经》印刷厂，目前已印刷各类《圣经》超过1亿册，出口世界上许多国家，在世界基督教中有较大影响。

## 天主教
江苏省可统计的天主教信徒21万人，分属天主教南京教区、苏州教区、海门教区、徐州教区4个教区。其中人数最多的南京教区信徒共有12万人，以无锡市最为集中。辖区包括苏州、南通、徐州以外的10个市。

## 伊斯兰教
- 南京净觉寺
- 扬州仙鹤寺
- 镇江山巷清真寺